# Guntárico
Guntárico (em latim: Guntharicus), Guntário (em latim: Guntharius), Guntarido (em latim: Guntarith, Gontaris (em grego: Γόνθαρις; romaniz.: Góntharis), Guintarido (Guintarit), Guntarides (Guntharides), Guntaro (Guntharus) ou Gundaro (Gundarus) foi um oficial bizantino ativo sob o imperador Justiniano (r. 527–565) que esteve envolvido na luta contra as tribos mouras revoltosas na Prefeitura Pretoriana da África. De início oficial subordinado do general Salomão, após a morte do último foi elevado aos postos de mestre dos soldados vacante e duque da Numídia e rebelou-se contra Areobindo. Com ajuda dos líderes tribais mouros, invadiu Cartago, matou o seu rival e proclamou-se governante autônomo da África até que foi morto num complô arquitetado por Artabanes e Atanásio.

## Etimologia
Guntárico era germânico e seu nome derivou de *Gunþi-harjis, com Gunþi significando "combate" e harjis "exército".

## Biografia

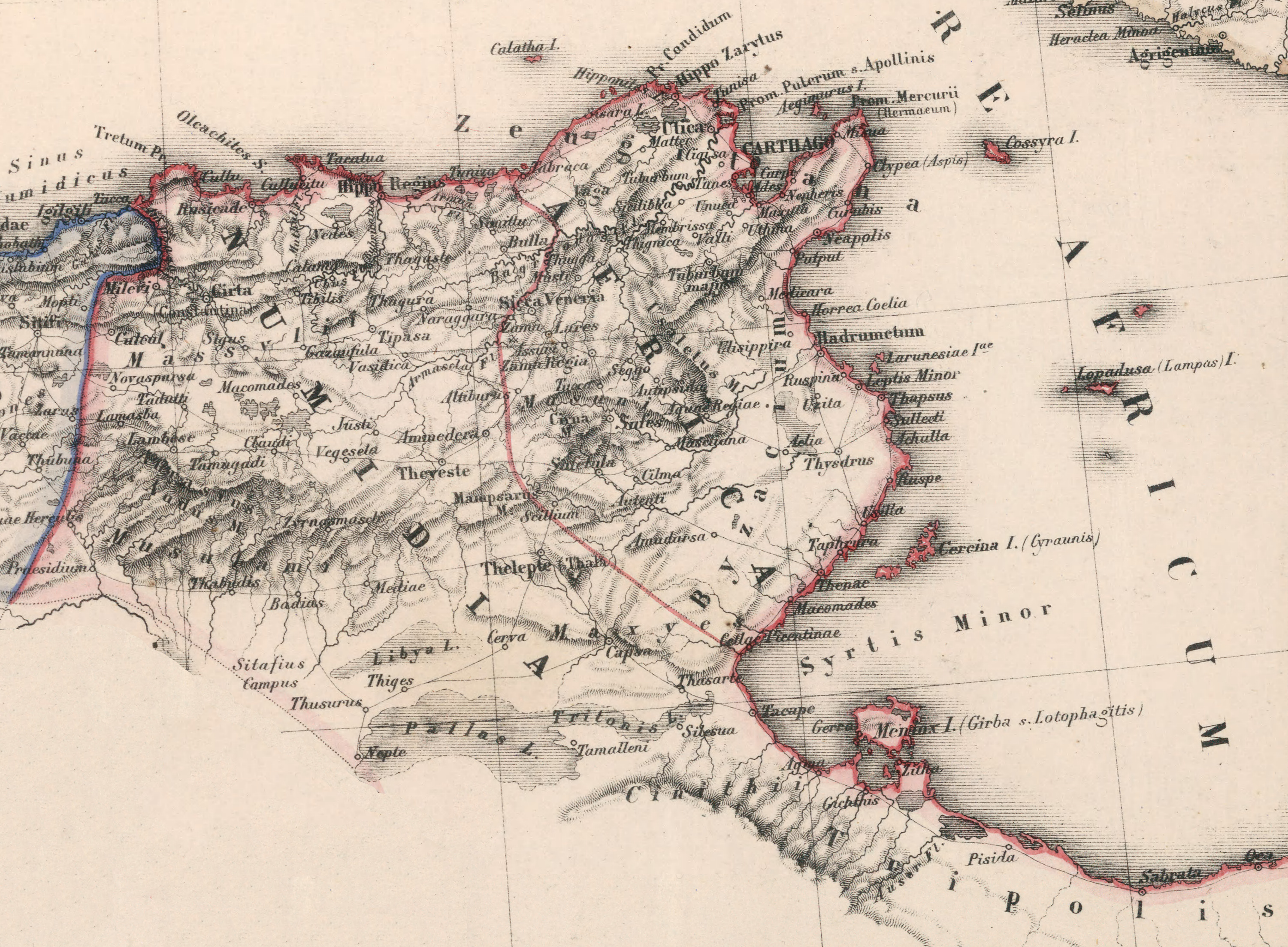
Africa romana, com as províncias de Bizacena, Zeugitânia e Numídia

Guntárico apareceu pela primeira nas fontes no ano 540 quando serviu como guarda-costas do general Salomão. Quando Salomão preparou a expedição contra os mouros do monte Aurásio naquele ano, foi enviado contra eles com uma pequena força. Após montar acampamento próximo de Begas, no rio Abigas, confrontou-os, mas foi derrotado e forçado a fugir para seu acampamento, onde foi sitiado. Para facilitar o cerco, os mouros desviaram o rio Abigas, provocando uma inundação no acampamento, o que quase custou outra derrota aos bizantinos, que acabaram salvos por reforços enviados por Salomão. Em 544, Guntárico, talvez ainda como guarda-costas de Salomão, participou na Batalha de Cílio, que resultou numa pesada derrota, bem como a morte de Salomão.
No fim de 545 foi nomeado mestre dos soldados vacante e duque da Numídia, sendo comandante de tropas regulares da Numídia. No mesmo período, dois meses após Sérgio deixar a África, Guntárico organizou uma rebelião e incitou os mouros a atacarem Cartago. Quando convocado à capital pelo mestre dos soldados Areobindo, recebeu o comando das tropas contra os mouros. Aproveitando-se da oportunidade, fez acordo secreto com Antalas no qual se comprometeu a matar Areobindo e repartir a África, deixando ele com a metade da riqueza de Areobindo e como líder de Bizacena com 1 500 soldados bizantinos, enquanto comandaria o restante da região a partir de Cartago. Alguns soldados imperiais, sediados no acampamento de "Ao Décimo" (Ad Decimum), casualmente encontraram os mouros e confrontaram-nos, matando alguns deles. Tal evento enfureceu Guntárico, pois pôs em risco seus planos.

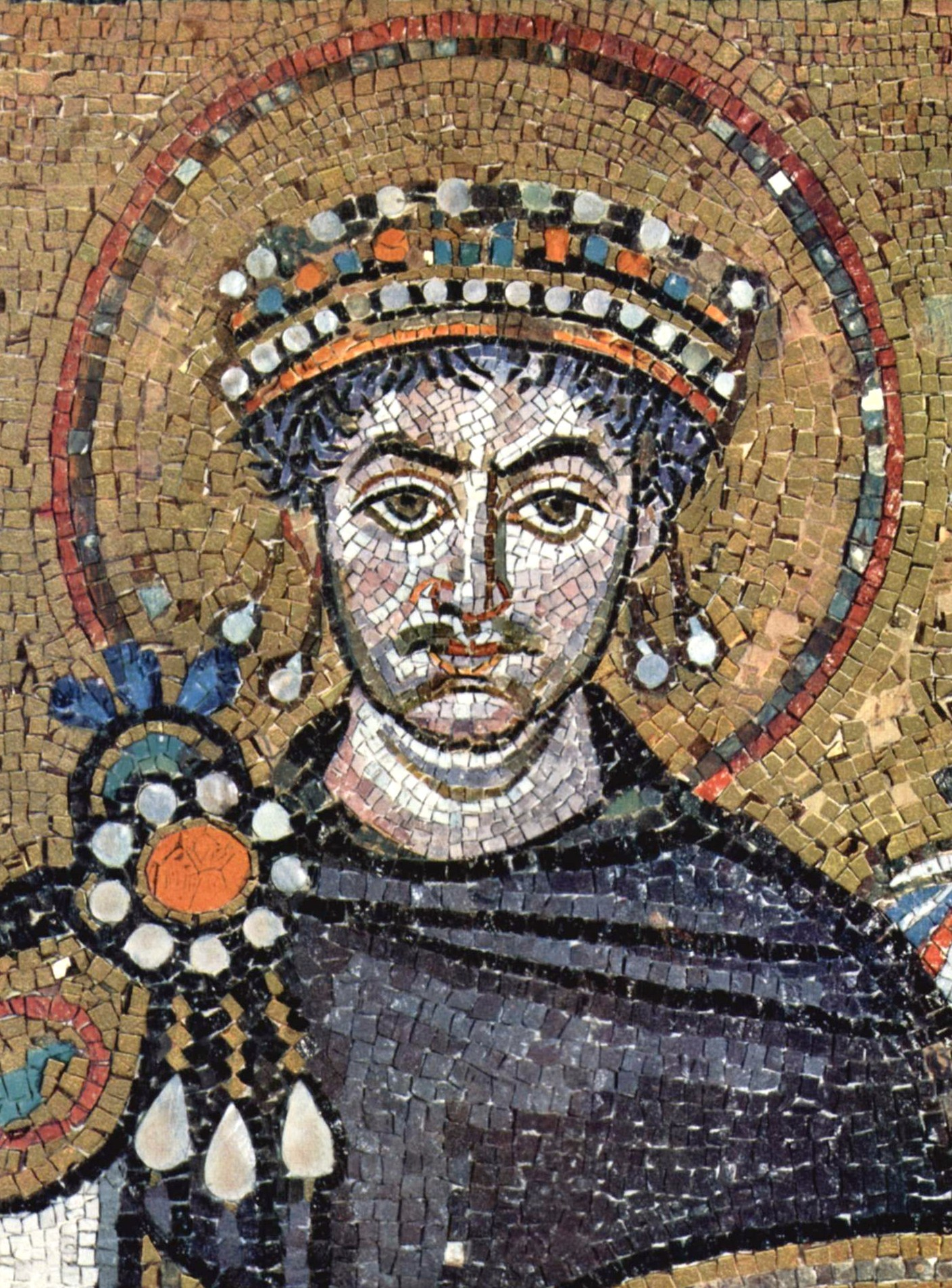
Justiniano em detalhe dum mosaico da Basílica de São Vital

Enquanto mantinha seu aliado Antalas informado, secretamente aliou-se com os líderes tribais Jaudas e Cusina. Pretendia matar Areobindo em batalha, para que não fosse necessário declarar rebelião aberta, no entanto, dada a relutância do oficial, foi forçado a declarar rebelião. Em março de 546, marchou com Cusina e Jaudas para Cartago, enquanto Antalas saqueou Bizacena. Na cidade, abriu e emperrou os portões e dispôs grande contingente nas ameias. Seu objetivo era amedrontar Areobindo e forçá-lo a voltar para Constantinopla, mas o mal tempo impediu isso. Então, incitou o ódio das tropas contra ele e Atanásio, o prefeito pretoriano, tendo acusado ambos de deliberadamente privarem as tropas de seu devido pagamento. Uma batalha se seguiu no entorno dos portões e a guarnição da cidade foi derrotada. Guntárico entrou no palácio de Cartago, dispôs tropas no porto e nos portões e convenceu Areobindo a abandonar seu santuário num mosteiro local e dirigir-se ao palácio do governador. Ali, festejou e tratou-lo com grande honra, porém ordenou que fosse morto em seus aposentes quanto dormia. A cabeça de Areobindo foi enviada para Antalas, mas recusou-se a dar-lhe as tropas e o dinheiro prometidos. Em seu breve reinado, planejou casar-se com Prejecta, viúva de Areobindo e sobrinha de Justiniano (r. 527–565), de modo a assegurar seu poder, e enviou o exército sob Artabanes e Cusina contra Antalas, que estava se organizando contra Guntárico. Segundo as fontes, seu reinado durou por apenas 36 dias, terminando possivelmente em maio quando foi assassinado por um complô arquitetado por Artabanes e possivelmente Atanásio.